# Psephactus remiger
Psephactus remiger là một loài bọ cánh cứng trong họ Cerambycidae.